# Lorraine Fenton
Lorraine Fenton (Manchester, 8 de setembro  de 1973) é uma ex-velocista jamaicana dos 400 m rasos, campeã mundial no revezamento 4x400 m e medalhista olímpica nos .400 metros.
Integrou a equipe jamaicana que conquistou a medalha de ouro mundial em Edmonton 2001 junto com Sandie Richards, Catherine Scott e Debbie Parris-Thymes. Conquistou duas medalhas de prata nos Jogos de Sydney 2000, individual nos 400 m e também no 4x400 m.